# Paulo Paleólogo Tágaris
Paulo Paleólogo Tágaris (em grego medieval: Παῦλος Παλαιολόγος Τάγαρις, c. 1320/40 — após 1394) foi um clérigo e impostor grego bizantino. Aparentemente um descendente da linhagem Tágaris, Paulo alegava uma dúbia conexão com a dinastia Paleóloga que então reinava sobre o império. Fugiu de seu casamento enquanto jovem e foi tonsurado monge, mas suas práticas fraudulentas de diversas formas o envolveram em escândalos, fazendo com que fugisse de Constantinopla, viajando extensamente por Palestina, Pérsia, Geórgia, Hungria, Itália, Grécia Latina, Chipre e França, até por fim retornar ao Império Bizantino.
Ao longo de sua longa e tumultuosa carreira, Paulo foi consagrado bispo na Igreja Ortodoxa de Antioquia, praticou simonia através da venda de ordens em diversos países, fingiu ser o Patriarca Grego Ortodoxo de Jerusalém, converteu-se da Ortodoxia ao catolicismo antes de retornar à Ortodoxia e apoiou tanto a cúria de Roma quanto sua rival de Avinhão durante o Grande Cisma do Ocidente (conseguindo ser nomeado Patriarca Latino de Constantinopla em ambas e coroando o Rei do Chipre enquanto não estava associado com qualquer das duas). Por fim, tendo perdido sua reputação, retornou a Constantinopla, onde professou publicamente arrependimento e confessou seus feitos perante o sínodo patriarcal e uma assembleia popular em 1394, provavelmente sendo absolvido.
Sua história permaneceu obscura até o final do século XX, quando foi redescoberta por dois pesquisadores independentes, cujas pesquisas sobre seu notável trajeto despertaram o interesse de outros historiadores eclesiásticos.

## Primeiros anos e família
A principal fonte sobre a vida de Paulo é o documento de sua confissão ante o sínodo do Patriarcado Ecumênico de Constantinopla, que não tem data, mas é compilada entre documentos dos anos 1394 e 1395. Foi publicada nos tempos modernos por Franz Ritter von Miklosich e Joseph Müller, no segundo volume de seus Atos do Patriarcado de Constantinopla (em latim: Acta Patriarchatus Constantinopolitanæ). A confissão é complementada por um relato de sua visita a Paris em 1390, escrita por um monge da Abadia de Saint-Denis e incluída nas crônicas anônimas de Carlos VI.
Paulo Tágaris era aparentemente descendente da família Tágaris, linhagem cujos primeiros registros datam do início do século XIV. Não há registros sobre o nome de seu pai, mas Paulo o descreveu como um soldado famoso e valente, de forma que é frequentemente identificado com o Grande estratopedarca Manuel Tágaris, ou com seu filho, Jorge Tágaris. Paulo, contudo, alegava parentesco com a dinastia Paleóloga que então reinava sobre o Império Bizantino, de forma que adotou o sobrenome para si. Manuel, de fato, era casado com Teodora Asanina Paleóloga, filha de João Asen III da Bulgária e sobrinha de Andrônico II Paleólogo, mas mesmo presumindo que Paulo era filho de Manuel, Teodora, de acordo com o bizantinista Donald Nicol, quase certamente não era mãe de Paulo.
Segundo Nicol, Tágaris provavelmente nasceu na década de 1320, mas outras fontes, como o The Oxford Dictionary of Byzantium e o Prosopographisches Lexikon der Palaiologenzeit, estimam que teria nascido por volta de 1340. Seus pais arranjaram-lhe casamento por volta de seus 14 ou 15 anos, mas Paulo não tardou para abandonar sua esposa, deixar Constantinopla e tornar-se monge na Palestina. Após um tempo, retornou a Constantinopla, onde rapidamente se envolveu em escândalos ao alegar que um ícone em sua posse tinha propriedades miraculosas, extorquindo fiéis que acreditassem em sua fraude. Este ato escandalizou sua família, mas o Patriarca Calisto I negou-se a tomar ações contra ele. Apenas após o patriarca ir em missão à Sérvia em julho de 1363 seu lugar-tenente, o hieromonge Doroteu, confiscou o ícone e forçou Paulo a voltar para a Palestina.

## Carreira eclesiástica ortodoxa

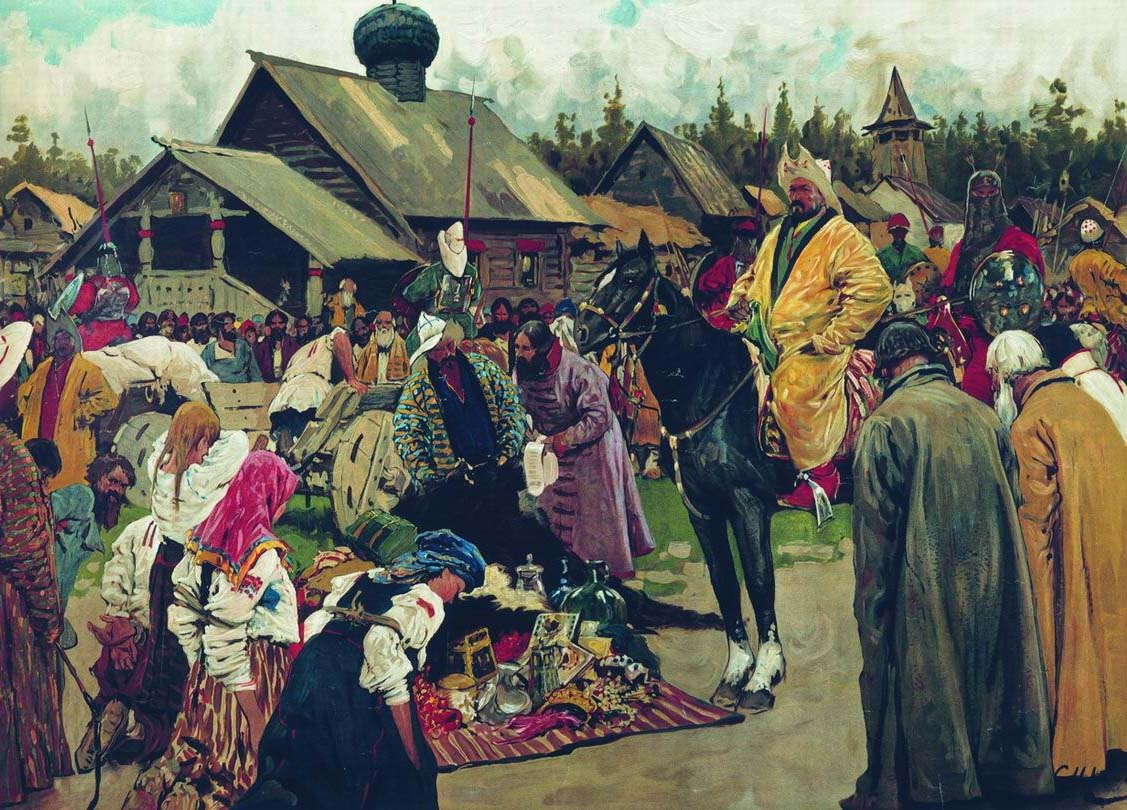
Representação moderna de oficial da Horda Dourada na atual Ucrânia, canato que escoltou Paulo para longe dos domínios bizantinos

Na Palestina, Paulo conseguiu assegurar sua ordenação como diácono pelo Patriarca Lázaro de Jerusalém, que o tomou como protegido por volta de 1364. Pouco tempo depois, Lázaro deixou a Palestina e rumou para Constantinopla, quando o lugar-tenente de Lázaro, Damião, levantou acusações contra Paulo, que foi forçado a abandonar Jerusalém e rumar para Antioquia, onde tornou-se amigo do recentemente eleito (em 1368) Patriarca Miguel de Antioquia, que não apenas o ordenou presbítero, mas também o fez posteriormente exarca e administrador do Patriarcado de Antioquia. Não tardou para que Paulo começasse a abusar de sua autoridade, demitindo bispos e opondo suas eparquias à venda, ameaçando denunciar para as autoridades otomano quem o denunciasse. Em pouco tempo, apesar de ser sequer um bispo, passou a reivindicar o título de Patriarca de Jerusalém para si, e começou a consagrar bispos, mesmo em territórios sujeitos ao Patriarcado Ecumênico de Constantinopla. Em 1370, viajou para Icônio, Pérsia e Geórgia, onde, segundo seu próprio relato, mediou uma disputa entre três rivais da família real Bagrationi, favorecendo o que melhor lhe subornou. Tal suposta disputa não é recontada em fontes georgianas contemporâneas.
A este ponto, ainda segundo seu próprio relato, sentiu remorso e considerou retornar para Constantinopla, onde pretenderia dar a fortuna que recolhera para os pobres, mas foi impedido pelo Metropolita Arsênio de Tiro e Sídon, que o encontrou e apresentou ao Patriarca de Antioquia uma oferta para nomear Paulo Bispo de Taurézio. Paulo aceitou, aparentemente sendo consagrado por Arsênio por volta de 1375. Neste tempo, o Patriarca Filoteu I de Constantinopla tomou conhecimento dos feitos de Paulo no Oriente, e, quando este estava em Trebizonda, recebeu intimação para dirigir-se a um tribunal em Constantinopla imediatamente. Relutante em enfrentar a ira do Patriarca, Paulo novamente fugiu, decidindo rumar para Roma. Como Nicol aponta, esta movimentação seria extremamente estranha para um clérigo ortodoxo, mas pode ser explicada pelas ligações entre sua família e círculos pró-católicos em Constantinopla: Jorge Tágaris, seu suposto irmão ou pai, foi um notório promotor da união entre as igrejas, tendo mesmo recebido cartas do papa Inocêncio VI. Para evitar passar por Constantinopla, Paulo tomou um caminho muito mais longo. Entrou em um barco, provavelmente partindo de Trebizonda, e foi até a Crimeia, onde presenteou o governador local da Horda Dourada com joias do tesouro que acumulara. Em troca, recebeu escolta para passar pelas terras da Horda (na atual Ucrânia) até o Reino da Hungria, chegando, por fim, a Roma.

## Patriarca Latino de Constantinopla

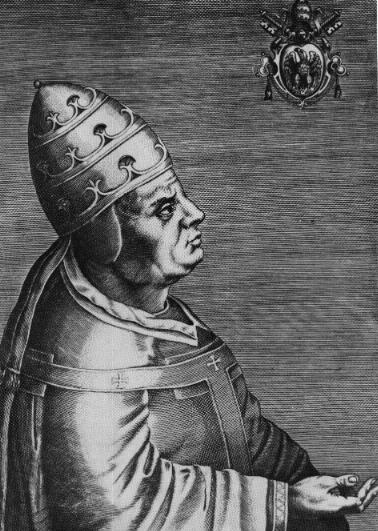
Gravura do Papa Urbano VI, enganado por Paulo Tágaris, a quem nomeou Patriarca Latino de Constantinopla

Em Roma, Paulo conseguiu uma audiência com o Urbano VI, alegando ser o Patriarca Ortodoxo de Jerusalém e apresentando-se como penitente, oferecendo confissão e adotando a fé católica. Impressionado com sua aparente humildade, o Papa o nomeou (no fim de 1379 ou início de 1380) para o posto titular de Patriarca Latino de Constantinopla, que estivera vago desde setembro de 1378, quando seu antigo incumbente, Giacomo da Itri, declarou lealdade ao Antipapa de Avinhão, Clemente VII, no contexto do Grande Cisma do Ocidente. Urbano também nomeou Paulo delegado apostólico para a Romênia e todos os países a leste de Durrës e do Mar Adriático. Paulo rapidamente abandonou seu hábito simples e adotou vestes suntuosas em consonância com seu cargo, passando a dizer-se "segundo Papa", vestir joias ostentosas e, segundo o cronista anônimo de Saint-Denis, andar a cavalo com uma comitiva magnificentemente vestida. Um provável exemplo da suntuosidade de Paulo nesta época é uma toalha de altar ricamente bordada, com uma águia bicéfala bizantina com um monograma no peito e o subtítulo "Paulo, Patriarca de Constantinopla e Nova Roma" em grego, agora na posse do Museu Metropolitano de Arte, em Nova Iorque.
Já que Constantinopla havia sido recuperada pelos bizantinos em 1261, a sé do Patriarca Latino era desde 1314 em Negroponte, que permanecia governada por uma triarquia cruzada. Pouco após sua investidura, Paulo parou em Ancona em seu caminho para a Grécia, lá permanecendo por muitas semanas, festejado pelos locais, a quem presenteou com supostas relíquias, de autenticidade e proveniência questionáveis: a cabeça de São Tiago, o Justo, em 4 de março de 1380, seguida pelo pé de Santa Ana em 17 de abril e, por fim, um prego da Vera Cruz. Os documentos destes presentes, preservados na catedral de Ancona, são assinados por Paulo e um certo "Aleixo Paleólogo, Déspota", alegadamente filho do imperador bizantino mas, segundo Nicol, provavelmente "outra ficção da mente fértil de Paulo".
De 1380 a 1384, Paulo permaneceu em sua sé em Negroponte. Um parente seu, Jorge Tágaris (provavelmente alguém diferente do filho de Manuel) foi chamado para ajudá-lo com a administração dos domínios patriarcais. Sua tenência foi problemática, já que o clero ortodoxo local apelava às autoridades venezianas contra suas exações, enquanto o Arcebispo Latino de Atenas, Antônio Ballester, reclamava quanto à interferência patriarcal em sua diocese. Em 1383, tendo arrendado terras da Igreja para um veneziano de Creta chamado Giacomo Grimani, envolveu-se em polêmicas, resumidas pelo medievalista francês Raymond-Joseph Loenertz como tendo sido provocadas por Grimani "mostrar-se tão canalha quanto o Patriarca". Em 1384 Paulo foi novamente denunciado como farsante para o Papa, possivelmente por Ballester, que foi nomeado vigário-geral do Patriarcado no mesmo ano, e que havia sido lugar-tenente do ofício na vacância entre Paulo e seu predecessor.
O Patriarca aparentemente já deixara sua diocese antes mesmo da denúncia, e retomara suas viagens, de forma que em 1385 estava no Chipre, onde coroou Jaime de Lusignan como rei por trinta mil moedas de ouro segundo a unção real do rito bizantino, renovando sua fortuna, e prosseguiu ordenando indivíduos na ilha como se ainda ostentasse o título patriarcal. Em 1388, retornou a Roma, possivelmente esperando que as acusações contra si houvessem sido esquecidas no meio-tempo, sendo, contudo, detido e julgado. Dando respostas contraditórias às acusações da corte de Urbano VI, foi preso por fraude mas, após a morte deste papa em 15 outubro de 1389 e a anistia geral concedida por seu sucessor Bonifácio IX, Paulo foi solto.

### Cúria de Avinhão

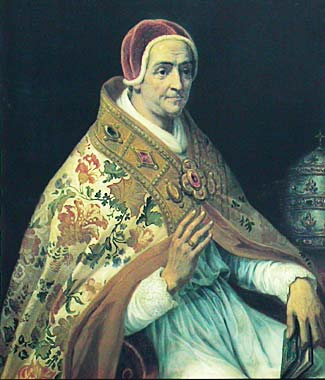
Clemente VII, antipapa ludibriado por Paulo, em representação moderna de Calixte Serrur

Deixando Roma, Paulo rumou para a corte de Amadeu VII de Saboia onde se apresentou como parente distante do Conde (uma alegação provavelmente fundamentada em sua tênue ligação aos paleólogos, que por sua vez eram remotamente ligados à Casa de Saboia através da Imperatriz Ana de Saboia, tia-avó de Amadeu casada com Andrónico III Paleólogo) e vítima de perseguição papal por, conforme alegava, apoiar o Papado de Avinhão. Ainda que Amadeu suspeitasse das reivindicações de parentesco de Paulo, foi movido pela insistência de outro apoiador da cúria de Avinhão e por sua compaixão quanto a Paulo enquanto suposto perseguido político pelos romanos, aceitando-o como legítimo Patriarca Latino de Constantinopla e provendo-lhe moedas de prata e uma escolta de doze servos a cavalo, dando-lhe meios para deslocar-se até a cúria papal de Avinhão.
Paulo foi recebido em Avinhão com grande pompa, onde foi celebrado por Clemente VII e seus cardeais. Clemente, movido pelas histórias de seu convidado de sofrimento em Roma, deu-lhe muitos presentes e honrarias e enviou-o para o norte de Paris, onde o rei Carlos VI semelhantemente preparou chegada triunfal para seu convidado. Paulo, com sua longa barba, baixa estatura e compleição clara e bronzeada, era uma visão exótica e popular na capital francesa, e foi luxuosamente hospedado e entretido, aproveitando, segundo Nicol, sua segurança em uma localidade onde seu passado era desconhecido e seu histórico de mentiras jamais seria descoberto. Por segurança adicional, comunicava-se apenas através de um intérprete.
Em sua visita à Abadia de Saint-Denis alegou que havia diversas relíquias do padroeiro da comunidade, São Dinis de Paris (então frequentemente confundido com São Dionísio, o Areopagita), na Grécia, e prometeu que ajudaria os monges a trazê-las para a França. Sua proposta foi recebida com entusiasmo, e dois monges receberam permissão, fundos e cartas de recomendação do rei para acompanharem Paulo de volta à Grécia. Quanto o grupo chegou ao porto na Itália de onde rumariam à Grécia, contudo, Paulo subornou o capitão do barco para fingir que o clima atrasaria a viagem, conseguindo tempo para deixar os monges para trás enquanto partia da Itália com seus empregados e bagagem. Os monges apenas descobriram a verdadeira identidade de Paulo em Roma, aonde se haviam dirigido procurando explicações. Seus relatos tornaram-se uma das duas fontes primárias para a biografia de Paulo após serem compilados nas crônicas de Saint-Denis.

## Retorno a Constantinopla

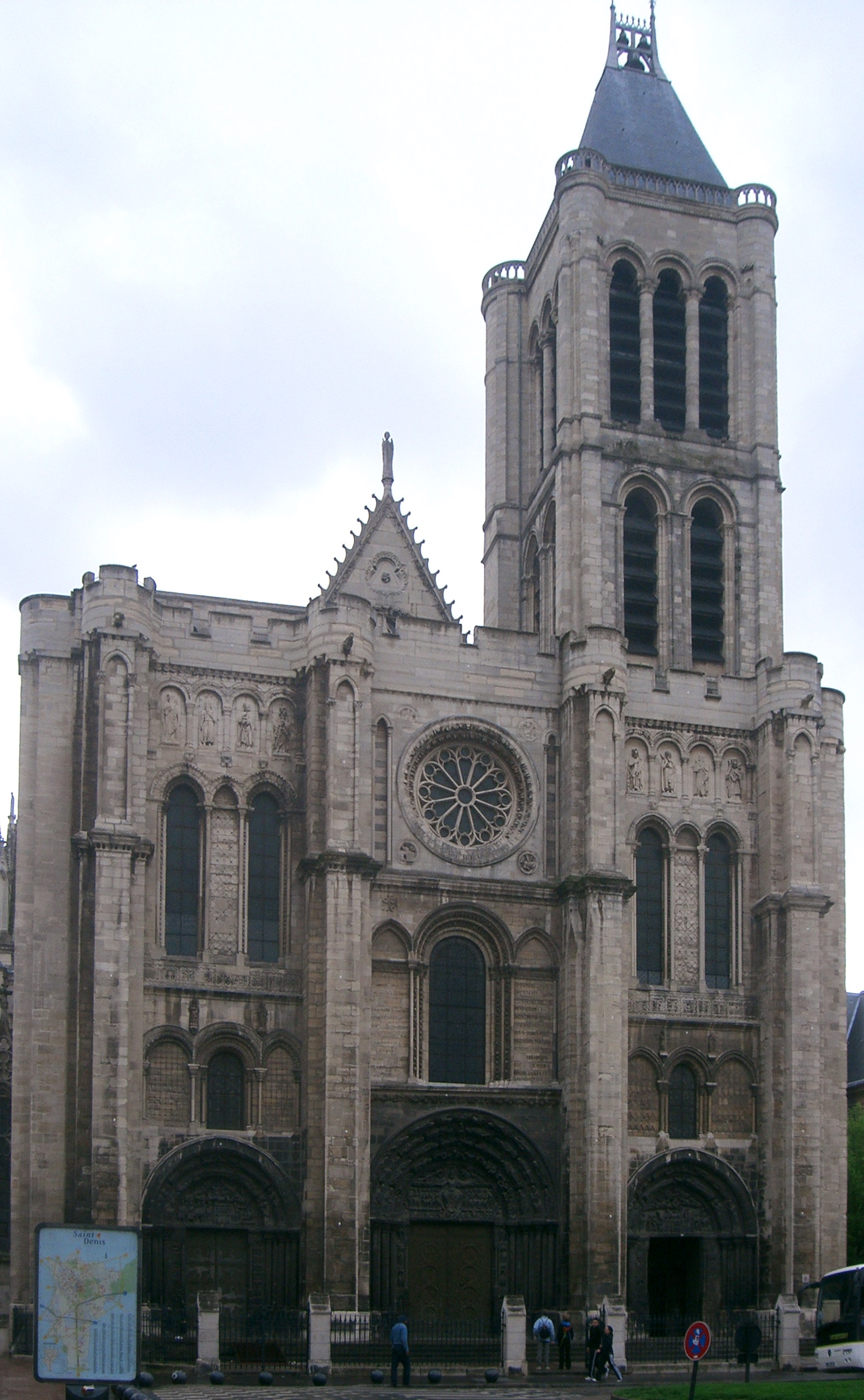
Abadia de Saint-Denis, onde Paulo fraudara os monges

Tendo destruído irreparavelmente sua reputação junto a ambas as cortes papais, Paulo ficou sem opção senão retornar a Constantinopla, onde um dossiê contra si já vinha sido preparado desde agosto de 1391, quando o monge Simeão, eleito bispo da Galícia, buscou o Patriarca Ecumênico para livrar-se de uma sé conferida por Paulo.
Em 1394 retornou à capital bizantina onde se apresentou ao Patriarca Antônio IV, a quem confessou seus pecados, abjurou sua conversão ao catolicismo e doutrinas católicas tidas como heréticas pela Igreja Ortodoxa, recitou o Credo Niceno audivelmente omitindo o Filioque e pediu misericórdia, apenas negando os inúmeros rumores pelos quais foi acusado no que se tratavam de fornicação, falsa taumaturgia e magia. O Patriarca passou o caso de Paulo para o sínodo patriarcal como um todo, perante o qual o farsante foi obrigado a repetir sua confissão duas vezes, e mais uma vez perante uma assembleia popular. Os registros destas sessões, feitos pelo escriba Pérdices, são a principal fonte sobre a vida de Paulo. A porção final do manuscrito, contendo o veredito, foi perdida, mas presume-se que foi absolvido, visto que tanto o sínodo quanto o povo recomendaram o perdão. Sua vida subsequente é desconhecida.
Sua história permaneceu obscura e esquecida nos documentos até o final do século XX, quando sua biografia foi redescoberta pelos pesquisadores e padres Raymond-Joseph Loenertz e Joseph Gill, que reuniram separada e independentemente os dados de sua notável carreira, despertando o interesse de outros historiadores eclesiásticos.